# Phradis denticulatus
Phradis denticulatus là một loài tò vò trong họ Ichneumonidae.